# Гёршен, Отто Фридрих Фердинанд фон
Отто Фридрих Фердинанд фон Гёршен (нем. Otto Friedrich Ferdinand von Görschen; 12 апреля 1824, Нойруппин — 8 июня 1875, Эберсвальде) — прусский военный деятель.

## Военная карьера
Следуя примеру своего отца Августа Фридриха фон Гёршена (1794—1866), Отто выбрал профессию военного, начав свою карьеру в 24-м пехотном полку 6-й дивизии, и уже в 1864 году получил звание капитана, возглавив 6-ю роту. 16 января 1866 года Гёршену присвоено звание майора, после чего он был отправлен в 8-й Бранденбургский пехотный полк.
В 1864 году Отто фон Гёршен принял участие во Второй Шлезвигской войне, где отличился в битве при Дюббёле.
После двух ранений в 1864 и 1870 годах и последовавших за этим заболевания в 1872 году Гёршен был уволен в запас.

## Награды
За военные успехи, достигнутые во время войны с Данией, Гёршен награждён следующими орденами:
- Орден Дома Гогенцоллернов с мечами;
- Орден Красного орла с мечами;
- Прусский орден короны с мечами;
- Орден Железной Короны.

Согласно данным за 1868 год, Отто фон Гёршен и Альфред фон Левински (1831—1906) были единственными офицерами в прусской армии с первыми тремя вышеупомянутыми наградами. Будучи командиром второго батальона Бранденбургского пехотного полка, он позже стал кавалером Железного Креста.

## Семья
Был женат на Эмме Кларе Элен Ридель (1845—1924), дочери архивариуса, историка и политика Адольфа Фридриха Иоганна Риделя (1809—1872). От этого брака родились трое детей. После его ранней смерти Эмма Ридель фон Гёршен вышла замуж за Эдуарда Темпельтея (1832—1919).